# Amfitrite
Amfitrite (græsk: Ἀμφιτρίτη) var en havgudinde i den græske mytologi kendt for sin skønhed. Hun var en af de 50 nereider. Hendes latinske navn er Salacia, som betyder "den salige". Hun betragtes sædvanligvis som datter af Nereus og Doris, mens nogen dog mener, at Okeanos og Tethys er de retmæssige forældre, og at hun dermed tilhører okeaniderne.
Amfitrite var havguden Poseidons hustru, men kort før deres bryllup flygtede hun. Under flugten mødte hun en delfin, der overtalte hende til at vende tilbage til Poseidon, og som tak satte guderne den på stjernehimlen. Amfitrite fik med Poseidon børnene Triton og Benthesikyme.
Det forestilles, at Amfitrite farer over havets bølger i en vogn med havdyr spændt for, ledsaget af nereider og tritoner.